# Webera
Webera là một chi rêu trong họ Bryaceae.